# NGC 3593
NGC 3593 este o galaxie spirală situată în constelația Leul. A fost descoperită în 12 aprilie 1784 de către William Herschel. Se află la o distanță de 8,95 megaparseci de Pământ.